# Fujio Akatsuka
Fujio Akatsuka (赤塚 不二夫, Akatsuka Fujio, setembre 14, 1935-agost 2, 2008) fou un pioner artista còmic de manga japonès.
Va nàixer en Rehe, Manchuria, fill d'un oficial de la Policia militar japonesa. Després de la Segona Guerra Mundial, es va criar a la Prefectura de Niigata i la Prefectura de Nara. Quan va tindre 19 anys, es va moure a Tòquio.
Mentre treballava en una fàbrica de productes químics, va dibuixar molts mangues. Després d'això, Tokiwa-so el va acceptar. Començà la seua carrera com artista shōjo, però en 1958, la seua obra Nama-chan (ナマちゃん) es va convertir en un èxit, s'especialitza en manga còmic. Guanyà el Premi Shogakukan Manga en 1964 per Osomatsu-kun. Es diu que havia estat influenciat per Buster Keaton i revista MAD. L'any 2000, dibuixà manga en Braille per a cecs.
Des d'abril del 2002 fins a la seua mort, va ser al llit a causa d'un hematoma intra-axial.

## Informació personal
- Tipus de sang A
- Residència permanent a la Prefectura Niigata
- Amant dels gats

## Treballs selectes
- Tensai Bakabon (天才バカボン)
- Osomatsu-kun (おそ松くん)
- Himitsu no Akko-chan (ひみつのアッコちゃん)

## Assistents
- Kunio Hase
- Mitsutoshi Furuya
- Kazuyoshi Torii
- Ken'ichi Kitami
- Yoshiko Tsuchida
- Kenichiro Takai
- Tsutomu Adachi